# Vitsidig myrsmyg
Vitsidig myrsmyg (Myrmotherula axillaris) är en fågel i familjen myrfåglar inom ordningen tättingar.

## Utbredning och systematik
Vitsidig myrsmyg delas in i fem underarter med följande utbredning:
- Myrmotherula axillaris albigula – sydöstra Honduras till västra Colombia och västra Ecuador
- Myrmotherula axillaris melaena – nordvästra Amazonområdet
- Myrmotherula axillaris axillaris – östra Venezuela till Guyanaregionen, nordöstra Brasilien samt Trinidad
- Myrmotherula axillaris heterozyga – östra Peru och västra Brasilien
- Myrmotherula axillaris fresnayana – sydöstra Peru och nordvästra Bolivia
- Myrmotherula axillaris luctuosa – östra och sydöstra Brasilien

Underarten luctuosa kategoriserades tidigare som en och samma art.

## Status och hot
IUCN bedömer hotstatus för underarten luctuosa och övriga underarter för sig, båda som livskraftiga.